# 奇纳拉帕蒂
奇纳拉帕蒂（Chinnalapatti），是印度泰米尔纳德邦Dindigul县的一个城镇。总人口23353（2001年）。

## 人口
该地2001年总人口23353人，其中男性11657人，女性11696人；0—6岁人口2188人，其中男1124人，女1064人；识字率75.63%，其中男性为83.97%，女性为67.32%。